# Ларра, Мариано Хосе де
Мариа́но Хосе́ де Ла́рра-и-Са́нчес де Ка́стро (исп. Mariano José de Larra y Sánchez de Castro; 24 марта 1809, Мадрид — 13 февраля 1837[…], Мадрид) — испанский поэт и писатель

, один из основоположников костумбризма.

## Биография и творчество
Отец Ларры, военный врач, был поклонником Великой Французской революции 1789 года, одним из тех, кого в Испании называли «офранцуженные» («los afrancesados»). После поражения Наполеона семья Ларры жила во Франции, и по возвращении на родину Ларре пришлось подучивать испанский язык.
Эпоха, в которую жил и творил Ларра, была эпохой перелома. Это был революционный период, когда происходили болезненные изменения устройства страны, её экономических, социальных и политических традиций. Сложные процессы буржуазной революции, реакционное правление короля Фердинанда VII, отсталость Испании привели страну к состоянию маразма и уныния в культуре и общественной мысли.
Испания в тот период уже не была страной феодальной, но так и не стала буржуазной, то есть переход к новому, более совершенному этапу замедлился. По меткому замечанию выдающегося испанского писателя и публициста Бенито Переса Гальдоса (1840—1923), «это был период маразма и слабости, который вызывал только жалость и презрение. XVIII век был для Испании веком упадка, и революция уже назревала. К периоду с 1680 г. и до наших дней мы испытываем лишь чувство глубокого отвращения».
Этими причинами была вызвана полная беспомощность Испании, как во внешних, так и во внутренних делах. Блестящий XVIII век Просвещения во Франции уже прошел, Европа находилась в состоянии кризиса. В Испании царят уныние и неготовность к переменам, и что ещё хуже, нежелание перемен.
В это сложное время на арену общественной мысли выходит Мариано Хосе де Ларра. Появление феномена Ларры было связано, прежде всего, с французским Просвещением, которое значит для мировой культуры больше, чем любое идейное течение — оно вдохновило и воодушевило поколения новых мыслителей и писателей во всем мире. В Испании оно подготовило появление Ларры. Неслучайно, наверное, и то, что отец Ларры любил Францию, и то, что их семья жила во Франции.
В Испании эпохи правления Фердинанда VII, зарабатывать себе на жизнь литературой и тем более журналистикой было очень сложно: книг выходило мало, а количество газетных статей хоть и увеличилось, но были это в основном королевские эдикты и указы. Из-за крайне жесткой цензуры театр находился в состоянии упадка, и поставить новую пьесу было сложно. Литературная жизнь Мадрида ушла в кафе и частные собрания литераторов.
Ларра начинает свою литературную деятельность с опубликования стихов и поэм, посвященных текущим историческим событиям. Это не было попыткой польстить властям, просто для начинающего литератора это было единственным способом выжить. Однако в этих стихах Ларре удавалось выразить и собственное мнение о происходящем. Следующим этапом становится критика. К серьёзной журналистике, к статьям о нравах и судьбах Испании, он приходит через литературную и театральную критику. Ларра становится журналистом, который смог через малое — обычаи и нравы, показать великое — эпоху и страну. В своих статьях Ларра выводит характер народа и размышляет о жизни в целом. Читая Ларру, изучаешь историю.
Именно Ларра стал первым испанцем, который с позиций просвещенного европейца и горячего патриота рассказал о происходящем в стране. Его орудием стала журналистика. Именно она в тот момент была единственным способом «пробудить» народ.
В его статьях все подчинено главной цели — донести свою мысль до читателя. В отличие от романтиков, к которым часто относят Ларру, в его творчестве содержание всегда определяло форму. Интересен творческий метод Ларры. Автор, задумавшись, ходил по улицам Мадрида, и там искал для своих статей сюжеты. Затем он изучал, обобщал и описывал увиденное на страницах газет.
Ларра никогда не пишет прямо — он наводит на мысль. Эпоха властвования цензуры вынудила его надеть «маску», использовать различные псевдонимы, эзопов язык. Статьи Мариано Хосе де Ларры — горячие выступления, хроника происходящего, небольшие рассказы написаны иронично, легко и остроумно. Часто из простого рассказа вырастает едкой сатиры статья, в которой звучит жесткий сарказм. Содержание завуалировано, но серьёзному читателю все сразу становится ясно.
Интересной и отличительной формой, используемой Ларрой в его творчестве, являются письма, написанные им разным людям о происходящем в Испании. Это позволяло ему добиться особого контакта и особой атмосферы близости к читателю. Скрытность, располагающий к спокойному диалогу тон, особая патетика Ларры — он всегда настроен саркастически, остроумные диалоги, яркие слова и выражения, помогающие лучше прочувствовать атмосферу описываемых событий.
Характерные особенности всего творчества журналиста Ларры — восклицание, удивление, разочарование и совершенное отсутствие цинизма. В его статьях почти нет спокойного анализа фактов, душа романтика бунтует, летит, но, разочаровавшись в спокойном болоте современности, успокаивается, и великая энергия превращается в жгучую иронию. В других странах романтизм становился уделом сильных и гордых, превратившихся в героев поэтов: Байрон, Лермонтов. В Испании же, которая всегда словно насмехалась над остальным миром, настоящий романтик стал великим журналистом. В отличие от своих современников, в Ларре нет даже и намека на циничность — яркая отличительная черта философии просветителя. Необходимо любить свой народ и свою родину — только так можно принести ей пользу.
Ларра всегда одинаково плохо относился к иностранцам, которые, приехав на восемь дней в Испанию, потом осуждали её и смеялись над ней («Variedades criticas» 17 сентября 1833 г.), и к современным ему испанцам. Испанцы часто вели себя не лучше: они считали, что все самое плохое может быть только в Испании, и объясняли все её проблемы вечным «Так уж повелось у нас в стране!» — «¡Cosas de España!»(«En este país»(«В этой стране») 30 апреля 1833 г.), не пытаясь ничего изменить. Это общее стремление защитить свою страну, справиться с её проблемы решительными, но обдуманными мерами, объединяет Ларру с представителями всей последующей испанской просветительной журналистики. Наверное, проблемы, стоящие перед гордым одиночкой Ларрой в его эпоху, были слишком серьёзными, поэтому так трагически и так рано прервалась его жизнь.(В 1837-м году Ларра застрелился)
Другой важной особенностью творчества Ларры является частое использование пародии в его статьях. Пародия всегда направлена на мир реальный, то есть Ларра пародирует реальные события и реальную эпоху. Получалась карикатура, помогавшая лучше понять истинный облик страны.
В своих статьях Ларра не пытался описать нравы и причуды целого народа, а разбивал его на классы. Благодаря такому подходу в его статьях ему удалось построить огромное «здание» — общество Испании, переживающее болезненные изменения и перерождение. Классы, появляющиеся в его статьях, представляют и дополняют строгую картину, которую дает нам история. Не стоит забывать в этой связи о документальности статей и предельном реализме журналистики, основы которой заложил Ларра. Ларра — романтик, но романтик только душой, разум же его оставался чувствительным к происходящим изменениям. Ларра мог понять всю нелепость и ненужность романтики в его стране. Громких и красивых слов в королевских указах Фердинанда VII было много, а результатов — мало.
Ларра был не только выдающимся публицистом, но и великим знатоком родного языка. Приехав из Франции, он через несколько лет написал учебник-словарь. В своей статье «Filología» («Филология») 10 октября 1833 года) Ларра пишет о важности языка, верно подмечая, что «для говорящего язык то же самое, что и ружье для солдата. Им и защищаются и убивают» (Larra Mariano J. «Artículos varios». Madrid, 1979, p. 293). Писатель не только рассуждает, но и приводит конкретные примеры неверного использования испанских выражений и слов. Напоследок он советует юношам, решившим посвятить себя литературе, больше времени посвятить изучению своих писателей, чем плохо переводить иностранных.
В статье «Manía de citar y de epígrafos»(«Мания цитировать и давать всему эпиграфы») он осуждает писателей, стремящихся свои слабые произведения сделать лучше, цитируя римских мыслителей и французских писателей. «Если автор говорит правду и в произведении видна светлая мысль, то мы не знаем, что ему могут дать древние мудрецы. Если же книга слабая, то ни Гораций, ни Аристотель уже не помогут» (Ibid., p. 293). Ларра напоминает им, что "все уже сказано и написано на испанском (Ibid., p. 296).
Использование цитат и эпиграфов лишь прикрывает скудость и бедность мысли, а это верный сигнал кризиса. Когда нет ничего своего, цепляются за старое и проверенное — латынь и французских писателей, и этим пресекают ход собственных размышлений. В своей знаменитой статье «El castellano viejo»(«Кастильская старина») он высмеивает и поражается ограниченности, замшелости, скудости мышления среднего класса в Испании. Патриотизм этих людей таков, что «за все иностранные красоты они не дадут и мизинца своей страны»(Ibid., p. 314). Это приводит их к крайности: гордясь своим, они не замечают отсталости. Люди, впадающие из крайности в крайность, оказываются в итоге в абсурдной ситуации. «Нет лучше образования, чем испанское. И предпочитают не иметь его» (Ibid., p. 314).
Чрезмерное упрощение всего, что может показаться сложным, приводит к ограниченности. «Всему хорошему он дает плохие прозвища. Язык вежливости для него почти что греческий. Считает, что все воспитание это сказать „Бог да хранит вас!“ входя в комнату, и добавить: „С вашего разрешения!“, выходя. При встрече спрашивает у каждого об его семье, а прощаясь, обо всех»(Ibid., p. 315).
Обстановку, царившую на празднике таких людей, Ларра описывает так: «Они говорили о том, что время идёт и о том, что зимой обычно холоднее, чем летом»(Ibid., p. 316)
Ларра не осуждает, его насмешка не ехидная и циничная, а задумчивая и рассудительная. Писатель высмеивает старый замшелый мир испанской старины. Он выводит черты, определяющие мещанство любой страны: чрезмерную любовь ко всему земному, суетность, ограниченность, скудость мышления, нежелание учиться и страх ко всему новому.
В «Vuelva usted mañana» («Приходите завтра») он жёстко высмеивает бюрократию, пустившую свои щупальца во все сферы общества. Появление бюрократии вместо истинного управления — болезнь, симптом разложения общественного организма. Отстающая Испания болела, и её необходимо было лечить. Никчёмный средний класс, бюрократия, массовость — болезни Испании эпохи Ларры.
В 1832 году он публикует статью «Carta a Andres, escrita desde las Batuecas por el pobrecito hablador»(«Письмо Андресу, писаное с острова Батуэкас от его бедного Болтуна»), где он, используя образ воображаемой страны, критикует современную ему Испанию. Говоря о состоянии дел в духовной сфере, в области мысли он задается горьким вопросом: «В этой стране не читают, потому что не пишут, или не пишут, потому что не читают?.. Люди, которые не знают ничего, и люди, которые знают всё, также воруют и убивают. Книг никто не читает: „Вот если бы билеты в оперу или на корриду!“»(Ibid., 270).
Ларра в воображаемом диалоге с четырьмя обывателями пытается доказать им, что знания и науки очень нужны, но его аргументы словно бы опровергаются самой жизнью, точнее меркантильной, стяжательской её стороной. Знания нужны, но сугубо практические. «Знания для тех, кто не знает, чем заняться. — Мой дядя генерал, и для того, чтобы носить меч и сверкать камзолом, не нужно много знать. — В моей семье никто не учился, потому что люди „голубой крови“ не должны работать, и если вы скажете, что дон Фулано добился многих благ знаниями и науками, я пожелаю ему успехов. — Для того чтобы зарабатывать деньги, науки не нужны»(Ibid., 275). Ларра делает вывод: «От этого идёт нежелание учиться, а, не учась, ничего не знаешь. Отсюда и наше отвращение к книгам, а всё это приводит к проблемам нашей страны»(Ibid., 275).
Образ старухи, которая читает свои газеты так медленно, что только в 1829 году она дошла до номеров за 1823 год, символизирует отстающую Испанию. «Мы никогда ничего не видим и не хотим смотреть вперёд»(Ibid., 277).
Яркими образами своей публицистики он смог выразить и дать названия многим явлениям жизни Испании. Страна Батуэкас как символ отставания и отдаления Испании от мира, видение мира как карнавала, где все играют свои роли и носят маски, суетность общественного, публичного человека. Унылый Мадрид часто видится почти кладбищем, а Европа кажется жестокой и безжалостной.
Ларра ушёл из жизни очень рано, в двадцать восемь лет. В истории испанской мысли и испанской культуры Ларра остаётся как человек, который первым придал профессии журналиста смысл. До Ларры самостоятельной журналистики, журналистики как явления в Испании просто не существовало. Журналистика не была общественным институтом, самостоятельной силой и независимым образованием. После Ларры она стала явлением и неотъемлемой частью культуры Испании. Всё, заложенное им, действует и сейчас, а его произведения остались такими же актуальными и влиятельными, как и много лет назад.